# Rhode-Saint-Oude
Rhode-Saint-Oude, en néerlandais Sint-Oedenrode, est une ancienne commune et une ville des Pays-Bas de la province du Brabant-Septentrional.
En 2017, la municipalité a été ajoutée à la nouvelle commune de Meierijstad.

## Galerie

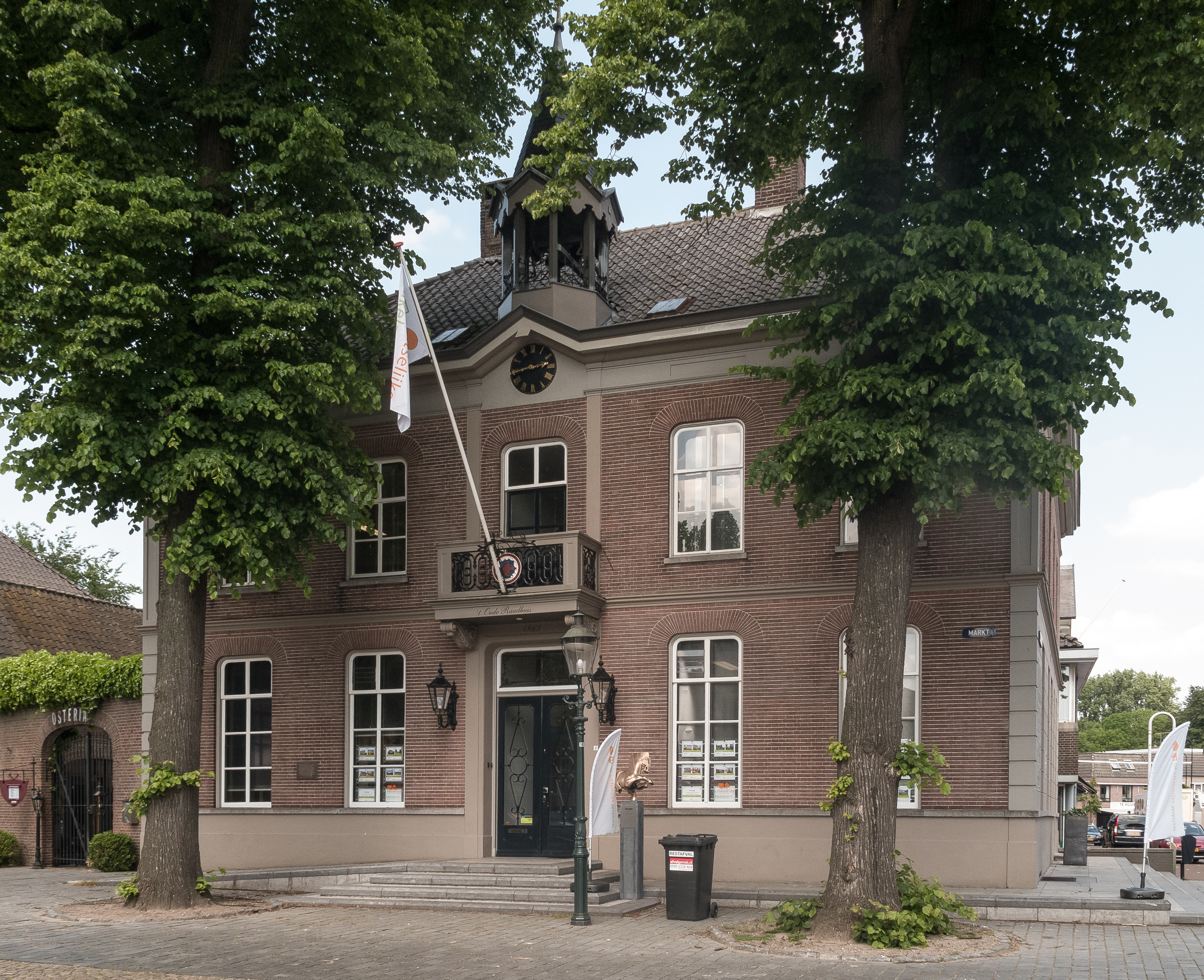
L'ancien hôtel de ville
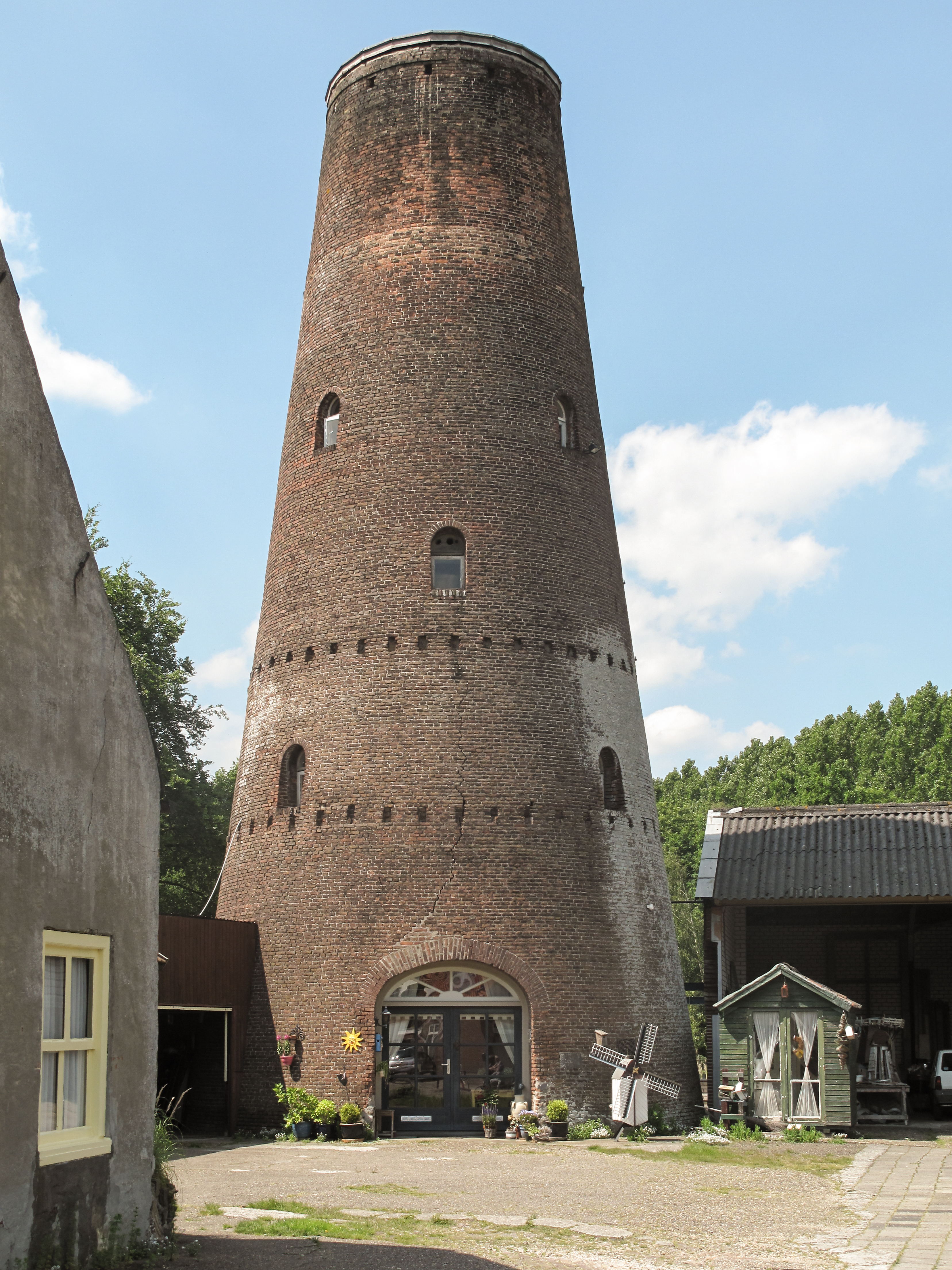
L'ancien moulin
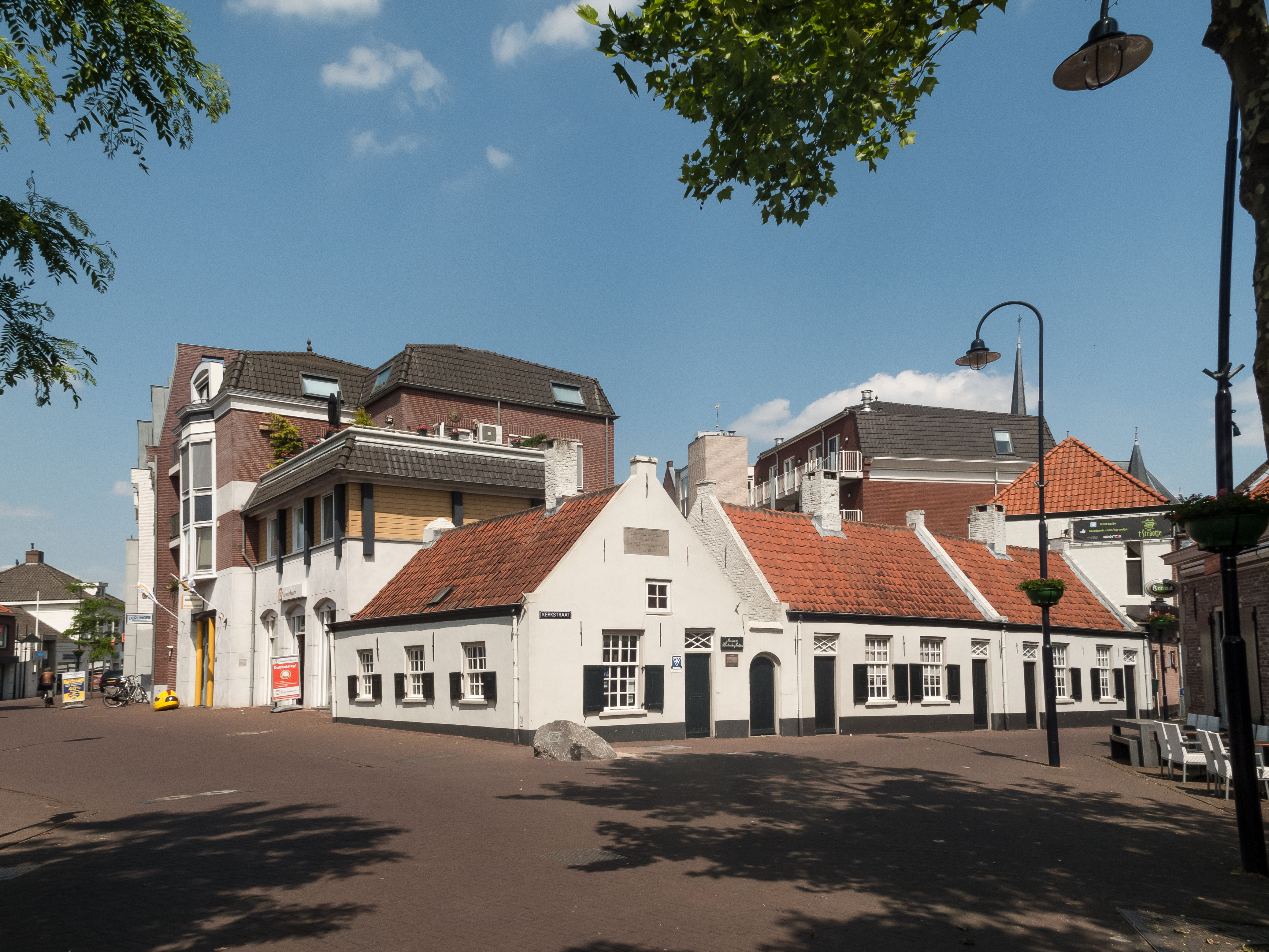
L'ancien Sint Paulus gasthuis

## Localités
- Boskant
- Nijnsel
- Olland
- Sint-Oedenrode

## Personnalités liées à la commune
- Henricus Verhagen (1763-1820), homme politique.
- Pieter de Josselin de Jong (1861-1906), peintre, graveur, aquarelliste et illustrateur.